# De Biesweide
De Biesweide is de enige school gelegen te Beselare. De school behoort tot het Katholiek Onderwijs Vlaanderen.

## Naam
De naam van de school heeft een oude oorsprong Hij werd gevonden in het boekje ‘Beselaarse plaatsnamen en mengelingen’ geschreven door Jozef Maes. "De Biesweê" was vroeger een stukje Beselare in de buurt van het kasteel. In 2014-2015 werd de school gerenoveerd.

## Oorsprong onderwijs Beselare

### Coster-scolemeester
Volksonderwijs is voor het eerst te vinden midden de zeventiende eeuw. In het Rijksarchief te Brugge is een losse kerkrekening te vinden uit het jaar 1660. Hierin vinden we de naam van Joost Belettere Coster-scolemeester terug. Hij is geboren te Beselare in 1641. Guillaume Lefrancq uit Ieper volgde hem op in 1690 en in 1703 volgde Lodewijk Callewaert. Zij gaven les in de kosterij, een woning aan de noordzijde van de kerk, die tot enige tijd geleden Zaal Open Deur was.
De kinderen van negen tot elf jaar oud gingen tussen 1 oktober en april naar school, want in de zomer moesten ze helpen bij het boerenwerk. Schoolplicht bestond toen nog niet. Enkel godsdienst was verplicht door de kerk, maar dit werd gegeven door de parochiepriesters in de kerk zelf. Leren lezen en schrijven konden enkel de jongens van rijke gezinnen. De ouders moesten dan een kleine bijdrage betalen aan de onderwijzer, alsook het brandhout voorzien voor de kachel in de school. In het kosterhuis konden alle schoolgaande Beselaarse jongens terecht.

### École primaire
Van 1739 tot 1784 is Pieter Jacques Demeulenaere de koster-schoolmeester. Zoon Pieter Jaak volgt hem op in 1784. Pieter Jaak richtte een wijkschooltje op in een huisje op de Molenhoek. De Franse Periode breekt aan, waardoor er massaal nieuwe ‘écoles primaires et secundaires’ opgericht worden. In 1798 werd de school van Pieter Jaak gesloten door de Fransen. Tijdens een storm op 10 november 1800 werd een groot stuk van het schoolhuis vernietigd door de vallende naald van de kerktoren. Met Pinksteren in 1802 werden de school van Pieter en de kerk heropend en kon het onderwijs hervat worden. In 1810 werd Alexander de jongste zoon van Pieter de nieuwe koster-schoolmeester.

### Geuzentempel
Er kwam een verandering in het onderwijs tijdens het Hollandse bewind vanaf 1815. Er werden in groot aantal ‘echte’ scholen gebouwd. Iemand die geen diploma onderwijzer had werd verboden om les te geven. In 1820-1821 werd een nieuwe knechtenschool en schoolhuis gebouwd op De Berg. De school kreeg de naam ‘Geuzentempel’ in de volksmond. Alexander moest stoppen met onderwijzen, daar hij geen diploma had. Hiermee kwam een eind aan de school in de kosterij.
Vanaf 1830, de Belgische onafhankelijkheid, maar vooral vanaf 1852 bij de start van een nieuwe schoolwet werd een andere weg ingeslagen. Alle kinderen vanaf zes jaar konden gratis naar school gaan. Ieder jaar steeg het aantal leerlingen. Désiré Jacquart werd hulponderwijzer.

## Dibbeschole tot Biesweide

### Ontstaan Dibbeschole
Rond 1810 vond pastoor Guillaume Van Calbergh dat ook de Beselaarse meisjes onderwijs moesten kunnen volgen. Hij liet op ‘De Berg’ een schoolgebouw met woonhuis bouwen. De school werd eerst ingericht als spellewerkschool, onder leiding van Siska Verstraete en Rosa Vincke. Zij voorzagen in hun onderhoud via de opbrengst van het spellewerkkant en de zeven stuivers per maand die de ouders betaalden voor het onderwijs aan hun dochters. Arme kinderen konden kosteloos onderwijs volgen. Tijdens de schooluren baden de leerlingen de rozenkrans, zongen ze godsdienstige liederen of leerden ze de catechismus ter voorbereiding van hun eerste communie. De kinderen kregen een halfuurtje per dag lezen en schrijven. De school kreeg in de volksmond de naam “Dibbeschole” mee. In 1841 werd een verdieping op de school gebouwd waar de spellewerkafdeling kwam. Veel veranderde in de Dibbeschool met de komst van de eerste kloosterzusters in 1862. De zusters van de H. Vincentius gaven er onderwijs. Er werd nu volwaardig en kosteloos onderwijs gegeven aan 62 meisjes.

### De zusters Apostolinnen te Beselare
De zusters van de H. Vincentius bleven er niet lang. In 1864 werden zij door toedoen van toenmalig pastoor Henri Laumosnier vervangen door de zusters Apostolinnen uit Brugge met moeder Benedicta (Virginie Lambelin) als overste van 1864 tot 1871. Moeder Benedicta kon de naburige “Geuzentempel” de officiële jongensschool in beslag nemen. Deze was namelijk te klein geworden voor het groeiende aantal leerlingen. Men had in 1864 na een gedeeltelijke verhuis naar de bovenzaal van het ‘weefleerwerkhuis’ ernaast een nieuwe gemeenteschool gebouwd. De zusters lieten een verdieping met nieuwe klassen bouwen op de Geuzentempel en er werd op een tussenliggend stuk grond een klooster, een kapel en nog twee nieuwe klassen gebouwd. In 1874 steeg het aantal meisjesleerlingen tot bijna 200. Daarvan liepen er 106 kosteloos school. Voor het dagelijks onderwijs stonden vijf zusters in.
Door de liberale schoolwet van 1879 die in voege ging, werden de zusters uit de school verbannen. Ze namen hun toevlucht in leegstaande huizen en op zolders om verder onderwijs te kunnen geven zolang de schoolstrijd duurde. Deze eindigde in 1884. De bisschoppen gaven hun geestelijken de opdracht om overal volwaardige katholieke jongens- en meisjesscholen op te richten als reactie op de antiklerikale schoolwet. Zo kwam er te Beselare een nieuwe katholieke jongensschool dicht bij de meisjesschool, dit ook onder beheer van de zusters.
In 1896 werd de katholieke jongensschool afgeschaft en met de gemeenteschool versmolten. De gebouwen van de katholieke jongensschool werden door overste zuster Regina geïntegreerd in de meisjesschool en zo werd de bewaarschool opgericht. De twee hoogste klassen werden gehuisvest in een nieuw gebouw op de hoek van de Kloosterlaan en de Warden Oomlaan. De school kende een succes en bij het uitbreken van de Eerste Wereldoorlog stonden al zeven zusters-onderwijzeressen in voor het onderwijs.

### Gevolg oorlog
In augustus 1914 werden de scholen heropend, maar er kwamen weinig leerlingen opdagen. De ouders hielden hen thuis uit voorzichtigheid. Degenen die wel aanwezig waren, waren onrustig en keken continu door de ramen. Rond 20 september werden de scholen gesloten. Op 19 oktober werden de Beselarenaren, behalve de oosthoekers, gedwongen westwaarts te vluchten richting Ieper. De zusters moesten ook vluchten. Eind 1919 kwamen de zusters naar Beselare terug. Voor de zowat 50 kinderen die al opnieuw te Beselare woonden, gaven ze gemengd onderwijs in houten barakken van het Albertfonds. In 1920 kwamen enkele voormalige meesters van de gemeenteschool terug en werden de jongens en meisjes weer opgesplitst. De zusters gaven les in de houten afdaken langs beide zijden van de noodkerk. Moeder Ignatia en de zusters Florentina, Emiliana en Clara (kleuterleidster) gingen er aan de slag. Ondertussen begon de heropbouw van het klooster en de meisjesschool op ‘De Berg’.

### Nieuwe start
In 1923 konden de nieuwe gebouwen in gebruik genomen worden. Ze bestonden uit het zusterhuis, klaslokalen en een ruime kapel rondom een geplaveide speelplaats. Hiermee waren de magere jaren van de school voorbij en was het weer tijd voor groei. Eind 1928 telde de gemeente 630 nieuwe huizen en 2718 inwoners.
Rond 1965 telde de school ongeveer 150 meisjesleerlingen en 75 kleuters (jongens en meisjes). Deze groep werd onderwezen door een tiental leerkrachten waaronder nog enkele zusters.
In 1967 verlieten de zusters Apostolinnen de gemeente om zich terug te trekken in hun moederklooster van de Zusters van Onze-Lieve-Vrouw van 7 Weeën te Ruiselede. Het klooster werd omgevormd tot klaslokalen en vergaderruimte. Later werd ook de kapel omgebouwd tot turnzaal en refter.

### Fusie
Op 1 september 1998 kwam er een fusie tussen de vrije gesubsidieerde lagere meisjesschool en de gemeentelijke jongensschool. Mevrouw Katrien Demuijnck werd er directrice in de ondertussen gemengde vrije lagere school ‘De Biesweide’, maar de zusters stellen zich nog altijd ten dienste via de inrichtende macht. In september 2015 werd Katrien Demuijnck opgevolgd door Xavier Vansteenkiste.

## Statistieken
Het aantal leerlingen per jaar van 1924 tot en met 1969.
| Jaar | Aantal |
| ---- | ------ |
| 1924 | 171    |
| 1925 | 167    |
| 1926 | 167    |
| 1927 | 177    |
| 1928 | 204    |
| 1929 | 224    |
| 1930 | 234    |
| 1931 | 214    |
| 1932 | 215    |
| 1933 | 231    |

| Jaar | Aantal |
| ---- | ------ |
| 1934 | 226    |
| 1935 | 215    |
| 1936 | 209    |
| 1937 | 212    |
| 1938 | 207    |
| 1939 | 208    |
| 1940 | 206    |
| 1941 | 207    |
| 1942 | 203    |
| 1943 | 201    |

| Jaar | Aantal |
| ---- | ------ |
| 1944 | 202    |
| 1945 | 181    |
| 1946 | 161    |
| 1947 | 147    |
| 1948 | 139    |
| 1949 | 148    |
| 1950 | 143    |
| 1951 | 148    |
| 1952 | 143    |
| 1953 | 148    |

| Jaar | Aantal |
| ---- | ------ |
| 1954 | 146    |
| 1955 | 149    |
| 1956 | 150    |
| 1957 | 155    |
| 1958 | 156    |
| 1959 | 158    |
| 1960 | 156    |
| 1961 | 152    |
| 1962 | 121    |
| 1963 | 133    |

| Jaar | Aantal |
| ---- | ------ |
| 1964 | 132    |
| 1965 | 120    |
| 1966 | 115    |
| 1967 | 116    |
| 1968 | 121    |
| 1969 | 113    |

## Foto's

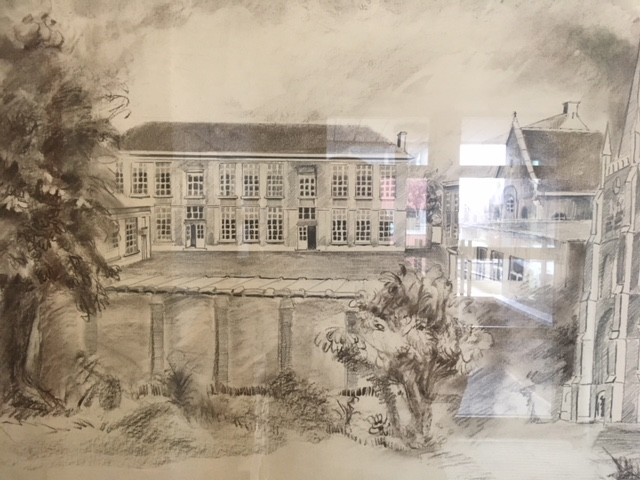
Een schets van de school vroeger.
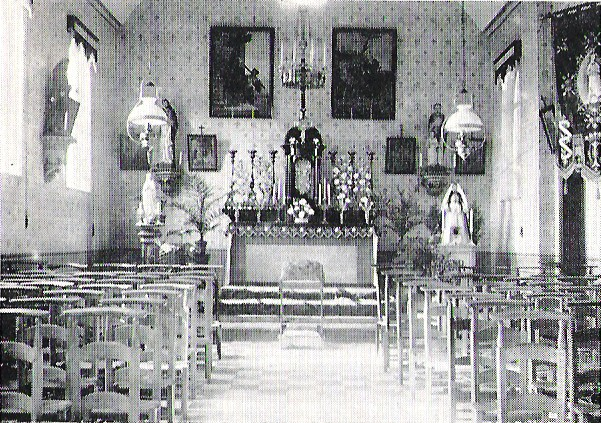
De kloosterkapel van de school rond 1930.